# Grace (foto)
Grace é uma foto de Eric Enstrom. Ele retrata um homem idoso com as mãos postas, fazendo uma oração sobre uma mesa com uma refeição simples. Em 2002, um ato da Legislatura do Estado de Minnesota a estabeleceu como a fotografia do estado.

## História e antecedente
A foto original foi tirada no estúdio fotográfico da Enstrom em Bovey, Minnesota. A maioria das fontes indica 1918 como o ano, embora a filha de Enstrom, Rhoda, nascida em 1917, afirme se lembrar de estar presente quando a foto foi tirada, o que pode ter sido por volta de 1920. O homem retratado na foto é Charles Wilden, que ganhava uma vida miserável como mascate e vivia em uma casa de grama. Embora a foto transmita um senso de devoção a muitos espectadores, de acordo com a história da família Enstrom, o livro visto na foto é na verdade um dicionário. Porém Wilden escreveu "Bíblia" sobre a renúncia dos direitos da foto que assinou em troca de pagamento, dando crédito à ideia de que, mesmo que o objeto real usado fosse um dicionário, era um proxy representando uma bíblia na foto. Da mesma forma, as histórias locais sobre Wilden "centraram-se mais em beber e não realizar muitas coisas" do que em observações religiosas.
O que aconteceu com Wilden depois da fotografia é desconhecido. Em 1926, ele recebeu US$ 5 de Enstrom em troca de renunciar aos seus direitos à fotografia; ele desapareceu depois disso. Depois que a fotografia se tornou popular, Enstrom tentou rastrear Wilden, mas não teve sucesso. Numerosos membros da família e historiadores locais também tentaram determinar o que aconteceu com Wilden, mas não foram capazes de localizar evidências definitivas.
Enstrom licenciou a fotografia pela primeira vez para a Editora Augsburg em 1930. Na década de 1940, sua filha, Rhoda Nyberg, coloriou a foto à mão. Esta versão foi destaque em impressões produzidas durante a década de 1940 e tornou-se a versão mais difundida e popularmente conhecida da foto.
Enstrom ganhou uma quantia modesta da fotografia pelo resto de sua vida até sua morte em 1968. Nyberg morreu em 2012.